# Colette Yver
Colette Yver, nacida con el nombre de Antoinette de Bergevin (Segré, 28 de julio de 1874 – Ruan, 17 de marzo de 1953), fue una escritora católica francesa.

## Biografía
Hija de un funcionario trasladado a Ruan poco después de su nacimiento, Colette Yver fue una escritora prolífica que empezó a publicar novelas para la Biblioteca moral de la juventud en Mégard, Ruan, desde los 18 años. Publicó casi una obra al año (novela, ensayo o hagiografía) durante los cincuenta años de su vida. Sus obras son representativas de las ficciones antifeministas que abundaron durante la Tercera República en Francia. Destinadas al público femenino, este tipo de novelas ponen en escena mujeres emancipadas que se enfrentan a una multitud de desgracias, las cuales podrían haber evitado si hubieran elegido una vida en el hogar.
Se casó con Auguste Huzard, traductor de profesión, el 26 de octubre de 1903.
En 1907, recibió el premio Femina (en aquella época premio Vida Feliz, presidido por la Señora Daniel Lesueur) por Princesses de science (Princesas de ciencia), un libro que trata de las dificultades encontradas por las mujeres para conciliar vida familiar y carrera científica. En 1913, entró en el jurado de este premio, del cual fue la decana durante muchos años, hasta 1951. En 1917, fue admitida a la Academia de las Ciencias, Bellas Letras y Artes de Ruan. Fue miembro de la Sociedad de los Escritores Normandos.
Residió en la Calle Théophile-Gautier, nº 5 en Neuilly-sur-Seine y en la Calle Chasselièvre, nº 57 en Ruan en los años 1930.
Su hermana Marguerite (1869-1961), esposa del doctor Guillaume, viuda joven con dos hijos en 1896, profesora de francés en la enseñanza libre hasta una edad avanzada, publicó en el Periódico de Ruan cuentos para los niños bajo el seudónimo de “Hélène Avril”.
Colette Yver yace en el monumental cementerio de Ruan al lado de su hermano, el pintor Édouard de Bergevin.
Hoy en día, una calle en Ruan, una en Segré (Maine y Loira) y otra en Barentin llevan su nombre.
Fue Caballero de la Legión de Honor (decreto del 11 de agosto de 1931).

## Ensayos y novelas

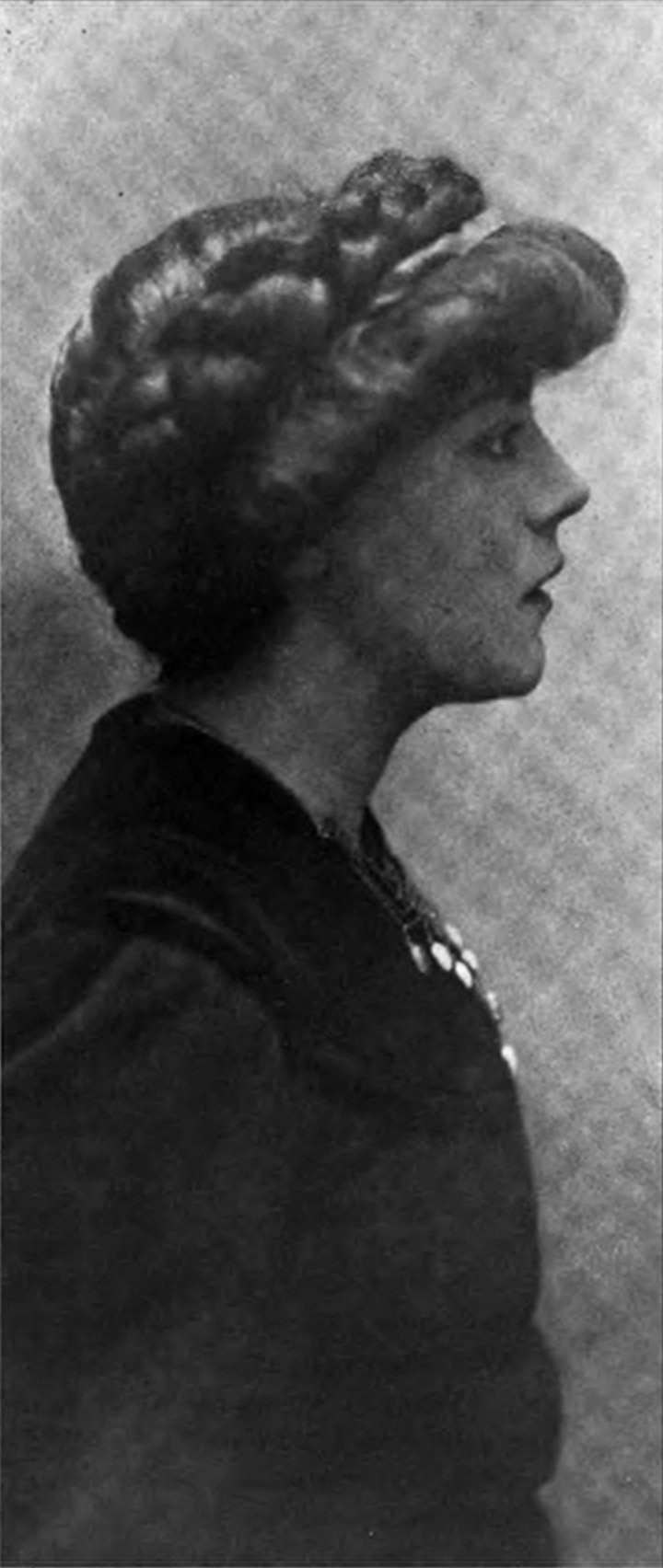
Retrato de Colette Yver

- Cervelines (Mujeres que estudian en un entorno de hombres), 1903
- Princesses de science (Princesas de ciencia), 1907
- Les Cervelines (Mujeres que estudian en un entorno de hombres) Calmann-Lévy, 1908
- Les Dames du Palais (Las Damas del Palacio), 1909
- Le Métier de Roi (La Profesión de Rey), Calmann-Lévy, 1911
- Un coin du voile (Una punta del velo), 1912
- Les sables mouvants (Las arenas movedizas), 1913
- Comment s’en vont les Reines (Cómo se marchan las Reinas), Calmann-Lévy, 1916?
- Mirabelle de Pampelune (Mirabelle de Pamplona), 1917
- Les cousins riches (Los primos ricos), 1919
- Dans le jardin du féminisme (En el jardín del feminismo), 1920
- Vous serez comme des dieux (Estaréis como dioses), 1922
- Le mystère des béatitudes (El misterio de las beatitudes), <1922
- L’homme et le dieu (El hombre y el dios), 1923
- Le festin des autres (El festín de los otros), <1925
- Aujourd’hui… (Hoy…), 1926
- La Bergerie (El Aprisco), 1928
- Femmes d’aujourd’hui (Mujeres de hoy), 1929
- Vincent ou La Solitude (Vincent o La Soledad), 1931
- Le Vote des femmes (El Voto de las mujeres), 1932
- Haudequin de Lyon (Haudequin de Lyon), 1928
- Madame Sous-chef (La Señora Subjefe), 1943
- Mammon (Mammón), 1924, 1933

## Traducciones
- HUZARD, A. San Pedro. Madrid – Paris : Ediciones Literarias. 1928. Visto en BNE
- YVER, C. San Pedro. 1928. Madrid – Paris : Ediciones Literarias. 1928. Visto en Patrimonio Bibliográfico[2]
- YVER, C. Comment s’en vont les Reines. 1871. Paris : Nelson Éditeurs. Visto en Patrimonio Bibliográfico[2]